# Wojnowo (jezioro w Krainie Wielkich Jezior Mazurskich)
Wojnowo – jezioro w Polsce, położone w województwie warmińsko-mazurskim, w powiecie giżyckim, w gminie Miłki.

## Ukształtowanie
Jest to jezioro rynnowe, bezodpływowe, typu oligotroficzno-mezotroficznego, brzegi jeziora zarośnięte są częściowo przez roślinność wynurzoną tworzącą rozległe podwodne łąki. Linia brzegowa jest silnie rozwinięta. Na zachodnim brzegu jest kilka łagodnie zarysowanych zatoczek. Jezioro ma polne brzegi o łagodnych wzniesieniach, natomiast od strony wschodniej przechodzą w strome skarpy. Dookoła jeziora jest kilka zadrzewień (kępy leśne).
Od południa Jezioro Wojnowo łączy się Głaźną Strugą z jeziorem Buwełno, a od północy przez jeziora Niałk Mały i Duży z Niegocinem. Od wschodu uchodzi do jeziora Wojnowo rzeka Staświnka, która wraz z kanałem Stawińskim odwadnia łąki Stawińskie, pozostałość po jeziorze Stawińskim. Poniżej Staświnki uchodzi do Wojnowa struga łącząca to jezioro z Jeziorem Miłkowskim. Na zachodnim brzegu jeziora położona jest wieś Kleszczewo, a w północnej części Ruda, zaś od strony wschodniej jeziora znajduje się wieś Staświny.

## Turystyka
Przez jezioro Wojnowo przechodzi szlak kajakowy, dostępny także dla mniejszych żaglówek, nazywany "wielką pętlą mazurską"; prowadzi on do Jeziora Śniardwy, jednak między jeziorami Buwełno i Tyrkło konieczne jest przeniesienie lub przewóz łodzi (ok 2 km). Od dawna projektowane połączenie żeglowne tych jezior jest trudne m.in. ze względu na różnicę poziomów, ale także niewielką szerokość przepustu zabytkowego mostu na strudze łączącej Wojnowo i Buwełno. Jezioro Wojnowo jest stosunkowo mało popularne wśród żeglarzy; obowiązuje na nim strefa ciszy.

## Przyroda
Jezioro to jest typu leszczowego. Obecnie znajdują się tam następujące gatunki ryb: leszcz, lin, płoć, wzdręga, krąp, sielawa, ukleja, szczupak, okoń, węgorz.